# Total Science
Total Science é o nome artístico usado pela dupla de produtores de drum'n'bass Jason Greenhalgh e Paul Smith.

## No Brasil
A dupla apresentou-se no Brasil pela primeira vez na edição de 2003 do festival Skol Beats. E em 12 de outubro de 2006 na festa Vibe no clube Lov.e, na cidade de São Paulo.